# Подврх (Самобор)
Подврх је насељено место у саставу Града Самобора у Загребачкој жупанији, Хрватска. До територијалне реорганизације у Хрватској налазио се у саставу старе загребачке приградске општине Самобор.

## Становништво
На попису становништва 2011. године, Подврх је имао 562 становника.

## Попис1991.
На попису становништва 1991. године, насељено место Подврх је имало 524 становника, следећег националног састава:
| Попис 1991.‍  | Попис 1991.‍  | Попис 1991.‍ | Попис 1991.‍ | Попис 1991.‍ |
| ------------ | ------------ | ----------- | ----------- | ----------- |
|              |              |             |             |             |
| Хрвати       | Хрвати       |             | 508         | 96,94%      |
| Словенци     | Словенци     |             | 7           | 1,33%       |
| Југословени  | Југословени  |             | 1           | 0,19%       |
| Муслимани    | Муслимани    |             | 1           | 0,19%       |
| Срби         | Срби         |             | 1           | 0,19%       |
| неопредељени | неопредељени |             | 5           | 0,95%       |
| непознато    | непознато    |             | 1           | 0,19%       |
| укупно: 524  |              |             |             |             |